# Dolina (stacja kolejowa)
Dolina (ukr. Долина; ros. Долина) – stacja kolejowa w miejscowości Dolina, w rejonie kałuskim, w obwodzie iwanofrankiwskim, na Ukrainie.
Stacja powstała w czasach Austro-Węgier na linii Kolei Arcyksięcia Albrechta (później części Galicyjskiej Kolei Transwersalnej).